# Заріччя (Борисовський район)
Заріччя (біл. вёска Зарэчча) — село в складі Борисовського району Мінської області, Білорусь. Село підпорядковане Мстижській сільській раді, розташоване в північно-східній частині області.